# 五指山 (新竹縣)
五指山，臺灣新竹縣竹東鎮、北埔鄉和五峰鄉交界處的一座山峰，標高1062公尺。五指山為雪山山脈支稜，因山峰酷似五指而得名，昔時曾入選淡水廳八景之一，也曾排名全台十二勝第七名。

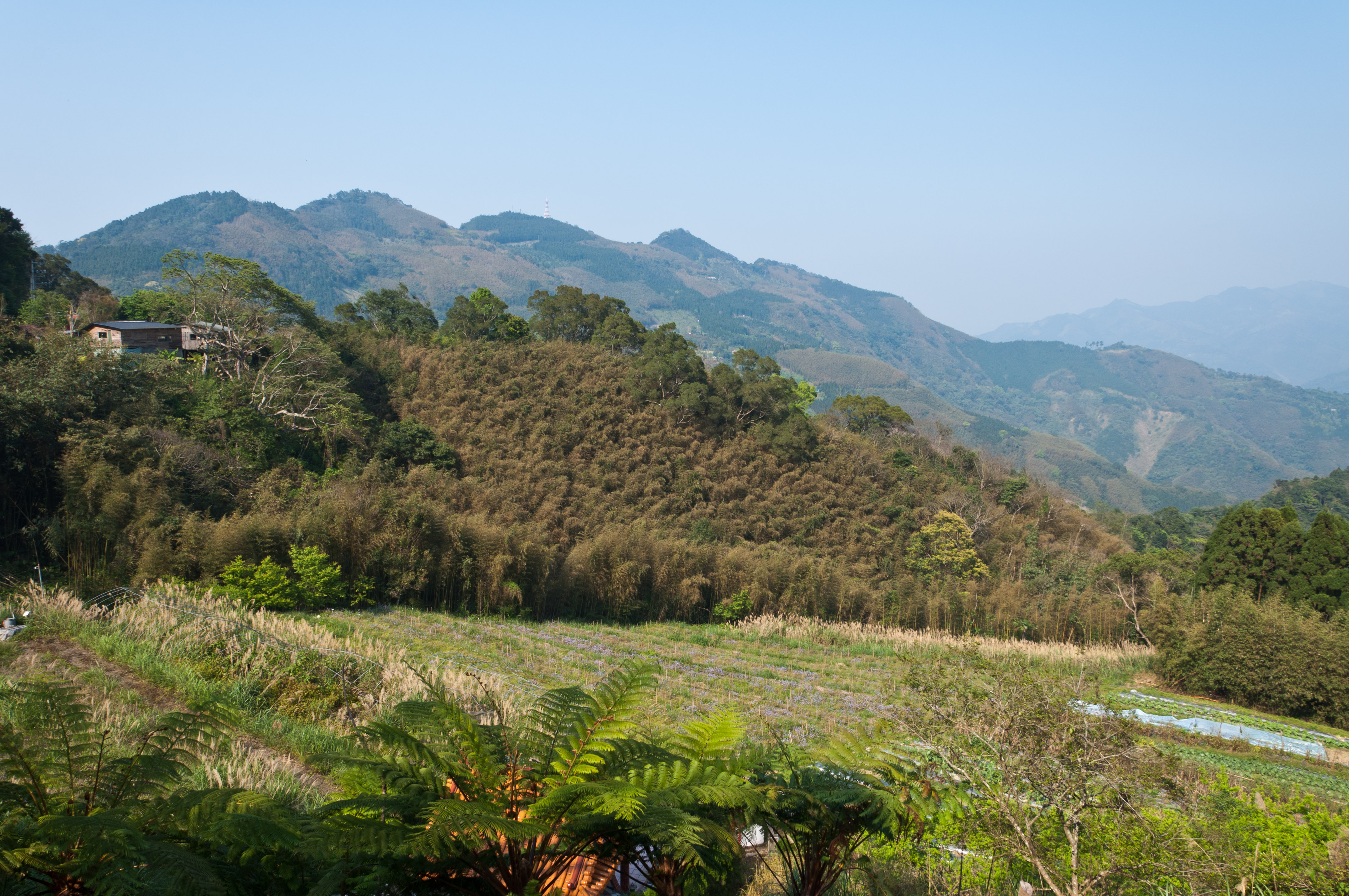
從五峰鄉大隘村眺望五指山

## 交通
攀登五指山一般多由位於縣道122號的五指山登山口入山，遊客可由新竹車站搭乘新竹客運至竹東，轉搭竹東至五峰、清泉班車，於五指山登山口下車後開始步行。

## 外部連結
- 五指山步道 新竹縣旅遊網（页面存档备份，存于）
- 自然步道 - 五指山登山步道 - 山林悠遊網 （页面存档备份，存于）
- 旅遊資訊 - 自然步道 - 五指山登山步道 （页面存档备份，存于）